# Vibilia australis
Vibilia australis är en kräftdjursart som beskrevs av Stebbing 1888. Vibilia australis ingår i släktet Vibilia och familjen Vibiliidae. Inga underarter finns listade i Catalogue of Life.